# Oszicse (Kriva Palanka)
Oszicse (macedónul: Осиче) település Észak-Macedóniában, a Északkeleti körzetben, Kriva Palanka községben.

## Népesség
| Lakosok száma | 460  | 500  | 459  | 410  | 204  | 92   | 88   | 51   | 21   |
|               | 1948 | 1953 | 1961 | 1971 | 1981 | 1991 | 1994 | 2002 | 2021 |

- 2002-ben 51 lakosa volt, akik mindannyian macedónok.